# Somino (obwód witebski)
Somino (biał. Somina, ros. Сомино) – dawny chutor w rejonie brasławskim obwodu witebskiego Białorusi, w sielsowiecie Plusy.  
Był położony 20 km na północ od Brasławia, nad rzeką Przeświatą. 

## Historia
W czasach zaborów ówczesna wieś leżała w granicach Imperium Rosyjskiego.
W latach 1921–1945 zaścianek, a następnie kolonia leżała w Polsce, w województwie nowogródzkim (od 1926 w województwie wileńskim), w powiecie brasławskim, w gminie Plusy.
Według Powszechnego Spisu Ludności z 1921 roku zamieszkiwały tu 4 osoby, wszystkie były wyznania staroobrzędowego i zadeklarowały białoruską przynależność narodową. Był tu 1 budynek mieszkalny. W 1931 w 1 domu zamieszkiwały 3 osoby.
Wierni należeli do parafii rzymskokatolickiej w Plusach. Miejscowość podlegała pod Sąd Grodzki w Brasławiu i Okręgowy w Wilnie; właściwy urząd pocztowy mieścił się w Plusach.
W latach 1921–1945 w Polsce, w powiecie brasławskim województwa wileńskiego, przy granicy Łotwy, jako najdalej na północ wysunięty punkt kraju.
W wyniku napaści ZSRR na Polskę we wrześniu 1939 miejscowość znalazła się pod okupacją sowiecką. Od czerwca 1941 roku pod okupacją niemiecką. W 1944 miejscowość została ponownie zajęta przez wojska sowieckie i włączona do Białoruskiej SRR.
Od 1991 w składzie niepodległej Białorusi.
W 2011 roku rada rejonowa rejonu brasławskiego zlikwidowała miejscowość ze względu na opuszczenie jej przez mieszkańców.